# Сунмін
25°20′13″ пн. ш. 103°02′21″ сх. д. / 25.33695° пн. ш. 103.03911° сх. д.
Сунмін (кит. 嵩明县, пін. Sōngmíng Xiàn) — один із повітів КНР у складі префектури Куньмін, провінція Юньнань. Адміністративний центр — містечко Сун'ян.

## Географія
Сунмін лежить на висоті понад 1900 метрів над рівнем моря на півночі Юньнань-Гуйчжоуського плато.

### Клімат
Повіт знаходиться у зоні, котра характеризується океанічним кліматом субтропічних нагір'їв. Найтепліший місяць — липень із середньою температурою 19,6 °C. Найхолодніший місяць — січень, із середньою температурою 7,3 °С.
| Клімат повіту Сунмін    | Клімат повіту Сунмін | Клімат повіту Сунмін | Клімат повіту Сунмін | Клімат повіту Сунмін | Клімат повіту Сунмін | Клімат повіту Сунмін | Клімат повіту Сунмін | Клімат повіту Сунмін | Клімат повіту Сунмін | Клімат повіту Сунмін | Клімат повіту Сунмін | Клімат повіту Сунмін | Клімат повіту Сунмін |
| Показник                | Січ.                 | Лют.                 | Бер.                 | Квіт.                | Трав.                | Черв.                | Лип.                 | Серп.                | Вер.                 | Жовт.                | Лист.                | Груд.                | Рік                  |
| Середній максимум, °C   | 15,4                 | 17,4                 | 20,9                 | 24,1                 | 24,6                 | 24,4                 | 24,3                 | 24,5                 | 22,8                 | 20,5                 | 17,8                 | 15,1                 | 21                   |
| Середня температура, °C | 7,3                  | 9,1                  | 12,5                 | 16,1                 | 18,5                 | 19,6                 | 19,6                 | 19,2                 | 17,4                 | 14,9                 | 10,8                 | 7,5                  | 14,4                 |
| Середній мінімум, °C    | 1,3                  | 2,6                  | 5,4                  | 9                    | 13,3                 | 16                   | 16,3                 | 15,7                 | 13,7                 | 11,1                 | 5,8                  | 2,1                  | 9,4                  |
| Норма опадів, мм        | 16.6                 | 15.3                 | 19                   | 25.6                 | 90.4                 | 189.1                | 212.4                | 185.5                | 122.6                | 80.2                 | 37                   | 13.2                 | 1006.9               |
| Вологість повітря, %    | 68                   | 63                   | 58                   | 58                   | 67                   | 80                   | 84                   | 84                   | 83                   | 82                   | 77                   | 74                   | 73.2                 |
| ----------------------- | -------------------- | -------------------- | -------------------- | -------------------- | -------------------- | -------------------- | -------------------- | -------------------- | -------------------- | -------------------- | -------------------- | -------------------- | -------------------- |
| Джерело: data.cma.cn    |                      |                      |                      |                      |                      |                      |                      |                      |                      |                      |                      |                      |                      |